# Гугженхейм, Сюзанна
Сюзанна Гугженхейм (фр. Suzanne Guggenheim; 6 июня 1944, Будапешт), она же Сюзанна Мартон (фр. Suzanne Marton) — французская и американская политическая деятельница консервативно-либертарианского направления, голлистка и антикоммунистка. Активно участвовала в Майских событиях 1968 на стороне правых сил, организовывала студентов в поддержку президента де Голля. Была генеральным секретарём Национального межуниверситетского союза. После прихода к власти президента Миттерана эмигрировала в США и обосновалась с семьёй в Техасе. Состоит в Республиканской партии, основала в Хьюстоне структуру Движения чаепития.

## Происхождение и образование
Родилась в семье венгра и француженки. Рождение Сюзанны Мартон пришлось на 6 июня 1944 — дату высадки союзных войск в Нормандии (что было отмечено акушеркой). Её родители были коммунистами и участниками антинацистского Сопротивления. Арпад Леви, отец Сюзанны, погиб до её рождения. Элизабет Мартон, мать Сюзанны, скрывалась в будапештском подполье. Только после конца войны в 1947 Мартон переехали во Францию.
Сюзанна Мартон поступила в Институт политических исследований (IEP) и на факультет права Парижского университета. В 1968 получила степени бакалавра политических наук в IEP и магистра права в Парижском университете. В 1970 — магистр гуманитарных наук по английскому языку в Парижском университете.

## Французская голлистка-антикоммунистка
Несмотря на семейную традицию, Сюзанна Мартон придерживалась правоконсервативных антикоммунистических взглядов. Была убеждённой сторонницей президента Шарля де Голля. Вступила в голлистскую партию Союз за новую республику (ЮНР); впоследствии — Союз демократов в поддержку республики (ЮДР), Объединение в поддержку республики (ОПР). Резко выступала против марксистской пропаганды в студенческой среде, Французской компартии, троцкистских и маоистских группировок.
С 1966 Сюзанна Мартон состояла в центральном Политкомитете ЮНР и ЮДР, была самым молодым членом партийного руководства. На заседании в январе 1968 предупредила об опасной обстановке в студенческих кампусах, приближении социального взрыва.
Сюзанна Мартон активно противостояла коммунистам и ультралевым во время «Красного мая». Организовывала студентов-националистов в поддержку де Голля, участвовала в массовой демонстрации правых сил 30 мая. Познакомилась с Жаком Фоккаром — главным стратегом и организатором правого голлизма, закулисным руководителем SAC. Встретившись с Фоккаром в июне, Мартон предложила создать правоголлистской студенческой организацию. Фоккар поддержал инициативу. 12 февраля 1969 был учреждён Национальный межуниверситетский союз (UNI). Первым президентом UNI стал литературный критик Жак Ружо, генеральным секретарём — Сюзанна Мартон.
UNI провозгласил «единение всех, кто стремится вывести национальное образование из-под коммунистического и левого захвата, защитить свободу, бороться против всех форм подрывной деятельности». Студенческий союз стал важным элементом политической инфраструктуры Фоккара, тесно сотрудничал с SAC, Комитетами защиты республики, Французской конфедерацией труда. Мартон выступала против закона Фора, против коммунистической агитации, проводила голлистские собрания, распространяла национал-консервативные и либертарианские идеи. В 1969, после отставки де Голля, наладила тесное сотрудничество с преемником-голлистом Жоржем Помпиду. Регулярно посещала Елисейский дворец, получала от президента поддержку своих инициатив. Работала в канцелярии Парижского университета, заведовала канцелярией Академии Антильских островов и Гайаны.
Смерть президента Помпиду ослабила политические позиции Сюзанны Мартон. Новый глава государства Валери Жискар д’Эстен представлял правый лагерь, но был не голлистом, а либералом. В руководстве UNI на первый план выдвигался Жерар Дори, давний соперник Мартон.
В 1974 Сюзанна Мартон вышла замуж за бизнесмена Алэна Гугженхейма и взяла его фамилию. Отец её мужа Жак Гугженхейм был крупным предпринимателем телекоммуникационный сферы, тайным финансовым агентом SAC. Гугженхейм-младший возглавлял Объединение работодателей Гваделупы. В 1980 супруги находились на Гваделупе и оказались в центре жёсткого социально-политического конфликта. Левые сторонники независимости Гваделупы требовали изгнания с острова французских граждан и переселенцев из метрополии. На Алэна Гугженхейма устроили покушение — он был ранен выстрелом на глазах у жены.
В 1981 президентом Франции стал социалист Франсуа Миттеран. Баллотировался Миттеран от левого лагеря, при поддержке ФКП. Многие французские правые посчитали, будто в стране устанавливается просоветский режим. К тому же Миттеран объявил амнистию участникам гваделупских беспорядков. В этой ситуации супруги Гугженхейм решили эмигрировать в США. Вскоре стало очевидно, что опасения, связанные с Миттераном, были сильно преувеличены.

## Американская республиканка-либертарианка
Первоначально супруги Гугженхейм обосновались в Калифорнии, затем в Колорадо. Сюзанна Гугженхейм работала риэлтером и брокером в калифорнийских компаниях недвижимости. Активно поддерживала президента Рональда Рейгана, агитировала за него.
Американское гражданство Гугженхеймы получили в 1990. Вместе с дочерью Валери переехали в Техас — по признанию Сюзанны, предпочли «более консервативный штат». Обосновались в Корпус-Кристи, часто посещая Хьюстон. С 1991 Сюзанна Гугженхейм состоит в Республиканской партии. Возглавляла организацию женщин-республиканок, родительскую ассоциацию, школьный совет, местный Ротари-клуб. С 1992 — исполнительный вице-президент IT-корпорации CYCOM.
Сюзанна Мартон-Гугженхейм выступает консервативно-либертарианских позиций. Была решительной противницей президента Барака Обамы — особенно из-за устиления государственного регулирования экономики. На президентских выборах 2012 агитировала за Митта Ромни. Присоединилась к Движению чаепития, организовала в Хьюстоне радикальную группу «Патриоты Чаепития».
Во второй половине 2010-х Мартон-Гугженхейм в целом поддерживала президента Дональда Трампа. После избрания Джозефа Байдена осудила налоговые меры администрации, внутреннюю политику расценила как преследование консерваторов и трампистов. Задачей «Чаепития» называет защиту подорванных американских свобод (эталоном считает положение 1980-х, при Рейгане). В качестве главного противника рассматривает Налоговое управление США — за повышение сборов, наращивания расходов, усиление госконтроля и политическое давление.
Сюзанна Мартон-Гугженхейм считает себя адаптированной американкой, но сохраняет связи во Франции — прежде всего с соратниками по UNI. На юбилейной конференции в 2018 президент UNI Оливье Вьяль назвал Сюзанну Мартон среди основателей правонационального студенческого движения.